# Libya Montes
Libya Montes és una estructura geològica del tipus mons a la superfície de Mart, situada amb el sistema de coordenades planetocèntriques a 6.57 ° de latitud N i 96.59 ° de longitud E. Fa 1.043,63 km de diàmetre. El nom va ser fet oficial per la UAI l'any 1979 i pren el nom d'una característica d'albedo.